# Terófita
Terófitas são espécies vegetais que tem um ciclo de vida anual e que passam a estação desfavorável sob a forma de semente, debaixo da terra. É uma das classificações do Sistema de Raunkjær ou Classificação de Raunkiaer.